# Модель Кюблер-Росс
Модель Кюблер-Росс (п'ять етапів прийняття смертельної хвороби пацієнтом; п'ять стадій горя; п'ять стадій прийняття смерті) — опис емоційного стану невиліковно хворих людей або людей, які втратили своїх близьких.
Модель запропонована психологом Елізабет Кюблер-Росс в 1969 році.

## Етапи сприйняття смерті
Не зважаючи на те, що будь-яке життя на Землі обмежене часовими рамками і кожна жива істота ніяк не уникне смерті, наближення смерті спричиняє в людей панічний страх. Унаслідок спостережень за реакцією хворих на оголошений смертельний діагноз Елізабет Кюблер-Росс виділяла п'ять основних етапів психологічних переживань, які можуть проходити в довільному порядку або вибірково:
1. Заперечення і ізоляція (англ. Denial and isolation) — людина, отримавши звістку про невиліковність хвороби, в багатьох випадках в перший момент не може збагнути, що це сталося саме з нею, тому не може прийняти почуте;
2. Гнів («Злість», «Лють») (англ. Anger) — людина намагається зрозуміти, як таке з нею могло статися, однак, не знаходячи раціонального пояснення, як це дуже часто буває в стані афекту, обурюється на лікарів, близьких і навіть сторонніх осіб, звинувачуючи їх у недбальстві та злих намірах;
3. Компроміс («Торгівля», «Торг») (англ. Bargaining) — люди, все ще надіючись на краще, обіцяють собі або вищим силам корінним чином змінити життя на «правильне», відмовитися від шкідливих звичок, виправити деструктивні вчинки, у разі, якщо діагноз не підтвердиться або хвороба відступить. Залежно від психологічних установок, переживання супроводжуються практичними діями, від благань та спокути вини (у психологічно слабких особистостей) до пошуків дієвих рішень (у сильних духом осіб);
4. Депресія (англ. Depression) — людина віддаляється від соціуму, впадає у відчай і переживає жах, при цьому різко падає активність, втрачається інтерес до мирських проблем.
5. Прийняття[en] («Смирення», «Ухвалення») (англ. Acceptance) — людина усвідомлює смерть як невідворотний процес та змиряється.

## Критика
Багато дослідників вважають модель недосконалою і вказують на її наступні хиби:
- За дослідженнями, пацієнти не проходять через усі стадії, а їхній порядок не є сталим
- Кюблер-Росс не використовувала методологій збору та аналізу даних, стадії були виділені нею після проведення інтерв'ю з хворими, які мали суб'єктивний характер
- Стадії скоріше вказують хворим, як їм поводитися, а не описують, що хворі відчувають насправді. Хворі та їхні близькі підлаштовуються під відому програму стадій
- Сильна залежність стану хворих від оточення не дає підстав приймати, що вони будуть проходити через однакові стадії

З моменту публікації книги «Про смерть і вмирання», сучасні експерти поставили під сумнів і розкритикували її центральну ідею, яка полягає в тому, що для того, щоб нарешті пережити втрату близької людини, ми маємо відпустити її і рухатися вперед.